# Campeonato Europeu de Andebol Masculino de 2004
O Campeonato Europeu de HandebolPB/AndebolPE Masculino de 2004 foi a 6ª edição do principal campeonato de handebol das seleções da Europa. O torneio realizou-se na Eslovênia, nas cidades de  Ljubljana, Celje, Velenje e Koper. Alemanha ganhou o torneio com Eslovênia segundo e Dinamarca terceira.